# Jonathan Sawe
Jonathan Kiplimo Sawe (né le 26 novembre 1995) est un athlète kényan, spécialiste des courses de demi-fond. 

## Biographie
Il se classe troisième de l'épreuve du 1 500 mètres lors des championnats du monde cadets 2011, à Villeneuve-d'Ascq.
En 2014, il remporte le titre du 1 500 m lors des championnats du monde juniors d'Eugene, aux États-Unis, dans le temps de 3 min 40 s 02.

### Palmarès
| Date | Compétition                   | Lieu              | Résultat | Épreuve | Performance   |
| ---- | ----------------------------- | ----------------- | -------- | ------- | ------------- |
| 2011 | Championnats du monde cadets  | Villeneuve-d'Ascq | 3e       | 1 500 m | 3 min 39 s 54 |
| 2014 | Championnats du monde juniors | Eugene            | 1er      | 1 500 m | 3 min 40 s 02 |

### Records
| Épreuve | Performance   | Lieu   | Date        |
| ------- | ------------- | ------ | ----------- |
| 1 500 m | 3 min 38 s 61 | Eugene | 31 mai 2013 |